# Korenica-mező
A Korenica-mező (horvátul: Koreničko polje) egy karsztmező Horvátországban, Likában.

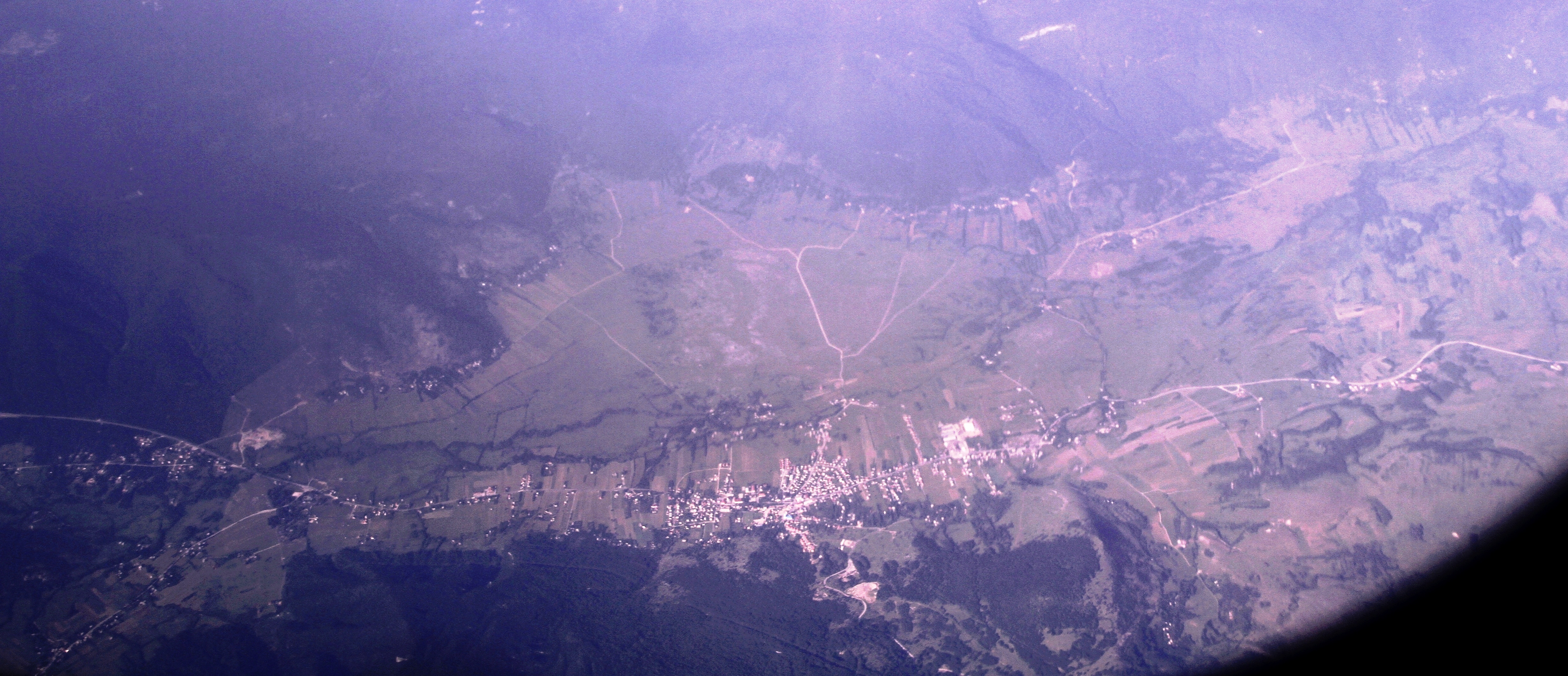
Korenica és a Korenica-mező légifényképe

A Korenica-mező a Plješivica-hegységtől délnyugatra, a Korbavamezőtől északkeletre, északnyugat-délkeleti irányban húzódik. Területe 10,92 km². 637–662 m tengerszint feletti magasságban fekszik. 7,6 km hosszú és 2,9 km széles. Délnyugaton a Bijelo-mezőbe megy át. A vékony hordalékrétegből dolomit és mészkő (sziklás) szubsztrátumok ütköznek ki. A Korenica és Zaviljevac nevű búvópatakok futnak át a mezőn. A települések a mezők peremén vannak, közülük a legnagyobb Korenica. A Zengg - Otocsán - Korenica út itt kapcsolódik a Plitvicei-tavak - Udbina úthoz.